# سفارة المغرب لدى السعودية
سفارة المغرب في السعودية هي الممثلية الدبلوماسية العليا للمغرب في السعودية. تقع السفارة بشارع عبدالله بن حذافة السهمي حي السفارات بالرياض.‘

## سفراء المغرب في السعودية
| الإسم               | المنصب        | تاريخ التعيين | تاريخ الاعتماد الدبلوماسي | تاريخ انتهاء المهمة | ملك المغرب                        | ملك السعودية                                             |
| ------------------- | ------------- | ------------- | ------------------------- | ------------------- | --------------------------------- | -------------------------------------------------------- |
| محمد غازي           | سفير          |               | أبريل 27, 1957            | 8 مارس 1965         | محمد الخامس بن يوسف               | سعود بن عبد العزيز آل سعود                               |
| الفاطمي بن سليمان   | سفير          |               | ديسمبر 31, 1961           | 31 يوليو 1967       | الحسن الثاني                      | سعود بن عبد العزيز آل سعود/فيصل بن عبد العزيز آل سعود    |
| علي عثماني          | سفير          | 31 يوليو 1967 |                           | يوليو 11, 1971      | الحسن الثاني                      | فيصل بن عبد العزيز آل سعود                               |
| الداي ولد سيدي بابا | سفير          |               | يوليو 11, 1971            | ديسمبر 31, 1972     | الحسن الثاني                      | فيصل بن عبد العزيز آل سعود                               |
| عبد الرحمن بادو     | سفير          |               | يناير 1, 1972             | ديسمبر 31, 1975     | الحسن الثاني                      | فيصل بن عبد العزيز آل سعود                               |
| محمود العلمي        | سفير          |               | يناير 1, 1976             | ديسمبر 31, 1976     | الحسن الثاني                      | فهد بن عبد العزيز آل سعود                                |
| مولاي زين العلوي    | سفير          |               | يناير 1, 1982             | ديسمبر 31, 1986     | الحسن الثاني                      | فهد بن عبد العزيز آل سعود                                |
| أحمد رمزي           | سفير          |               | يناير 1, 1988             | ديسمبر 31, 1988     | الحسن الثاني                      | فهد بن عبد العزيز آل سعود                                |
| محمد التازي         | سفير          | 5 فبراير 1991 | 24 سبتمبر 1991            | 1994                | الحسن الثاني                      | فهد بن عبد العزيز آل سعود                                |
| حسن أبو أيوب        | سفير          | 20 يوليو 1994 | 6 ديسمبر 1994             | ديسمبر 31, 1995     | الحسن الثاني                      | فهد بن عبد العزيز آل سعود                                |
| عبد الكريم السمار   | سفير          | 20 يونيو 1996 | 14 سبتمبر 1996            | سبتمبر 1, 2009      | الحسن الثاني/محمد السادس بن الحسن | فهد بن عبد العزيز آل سعود/عبد الله بن عبد العزيز آل سعود |
| إبراهيم عجولي       | قائم بالأعمال |               | سبتمبر 1, 2009            | مارس 9, 2013        | محمد السادس بن الحسن              | عبد الله بن عبد العزيز آل سعود                           |
| عبد السلام بركة     | سفير          | 9 مارس 2013   |                           | نوفمبر 26, 2014     | محمد السادس بن الحسن              | عبد الله بن عبد العزيز آل سعود                           |
| مصطفى المنصوري      | سفير          |               | نوفمبر 26, 2014           |                     | محمد السادس بن الحسن              | سلمان بن عبد العزيز آل سعود                              |